# متجر جوجل
متجر جوجل (بالإنجليزية: Google Store)‏ هو بائع تجزئة للأجهزة عبر الإنترنت تديره جوجل، ويبيع أجهزة Google Pixel ومنتجات Google Nest و Stadia و Chromecast dongles والملحقات مثل سماعات الأذن وحالات الهاتف وأجهزة الشحن ولوحات المفاتيح. قاموا أيضًا ببيع أجهزة Google Nexus إلى أن خلفتهم عائلة Pixel. يبيع متجر جوجل المنتجات التي تصنعها جوجل أو المصنوعة بالتعاون مع تلك الشركة. تم تقديمه في 11 مارس 2015، واستبدل قسم الأجهزة في جوجل بلاي باعتباره بائع التجزئة لأجهزة جوجل. تشرف عليها آنا كوراليس، وهي أيضًا مديرة العمليات بقسم أجهزة المستهلك في جوجل.
جربت جوجل المواقع المادية أيضًا. في أكتوبر 2016، افتتحت متجرًا منبثقًا في مدينة نيويورك لعرض منتجات الأجهزة التي تم الإعلان عنها مؤخرًا، وفي الشهر التالي، افتتحت "متاجر Google"، وهي متاجر داخل متجر في متاجر مختارة من Best Buy في كندا.

## وصلات خارجية
- الموقع الرسمي